# Alfa Romeo 8C Competizione
Der Alfa Romeo 8C Competizione (interne Bezeichnung Typ 920) ist ein von 2007 bis 2010 gebauter Sportwagen der Automobilmarke Alfa Romeo.

## Geschichte
Für den Wagen wurde im September 2003 auf der IAA in Frankfurt am Main ein Konzeptfahrzeug mit selbem Namen vorgestellt, das sich noch in einigen technischen Details vom Serienfahrzeug unterschied und für das das 1996 vorgestellte Konzeptfahrzeug Alfa Romeo Nuvola die Basis bildet. Im Jahr 2005 wurde beim Pebble Beach Concours d’Elegance auch eine offene Spider-Version gezeigt.
In den Jahren 2004 und 2005 gab es Vermutungen im Motorjournalismus, dass das Fahrzeug geringe Chancen auf eine Serienfertigung habe.
Die Serienversion des Coupés wurde schließlich vom damaligen Alfa-Romeo-Vorsitzenden Antonio Baravalle im Frühjahr 2006 gegenüber der Website 4Car angekündigt und auf der Mondial de l’Automobile 2006 erstmals gezeigt. Anfangs wurde noch davon ausgegangen, dass die Gesamtstückzahl 500 betragen sollte (Coupé 250 Stück und Roadster 250 Stück).
Anfang 2007 hatte Alfa Romeo die Produktion des Sportcoupés bei Maserati in Modena aufgenommen. Der Preis lag bei ca. 160 000 Euro. Sie war auf 500 Stück limitiert und wurde Anfang 2009 beendet.
Im März 2008 stellte Alfa Romeo die endgültige Version des 8C Spider auf dem Genfer Auto-Salon vor. Wie beim Competizione wurden 500 Exemplare bis Ende 2010 produziert und zu einem Grundpreis von 211 285 Euro an ausgesuchte Interessenten verkauft.

## Namensgebung
Der Name erinnert an den Alfa Romeo 8C der 1930er-Jahre und weist auf den Achtzylindermotor hin, der als Antrieb dient. Die Erweiterung Competizione leitet sich vom an der Mille Miglia 1950 teilnehmenden Alfa Romeo 6C 2500 Competizione her.

## Design
Der Karosserieentwurf stammt von Wolfgang Egger, seinerzeit Leiter des Designzentrums Centro Stile von Alfa Romeo, und nimmt die Linienführung der Alfa Romeo TZ sowie des Alfa Romeo Tipo 33 Stradale aus den 1960er-Jahren wieder auf.

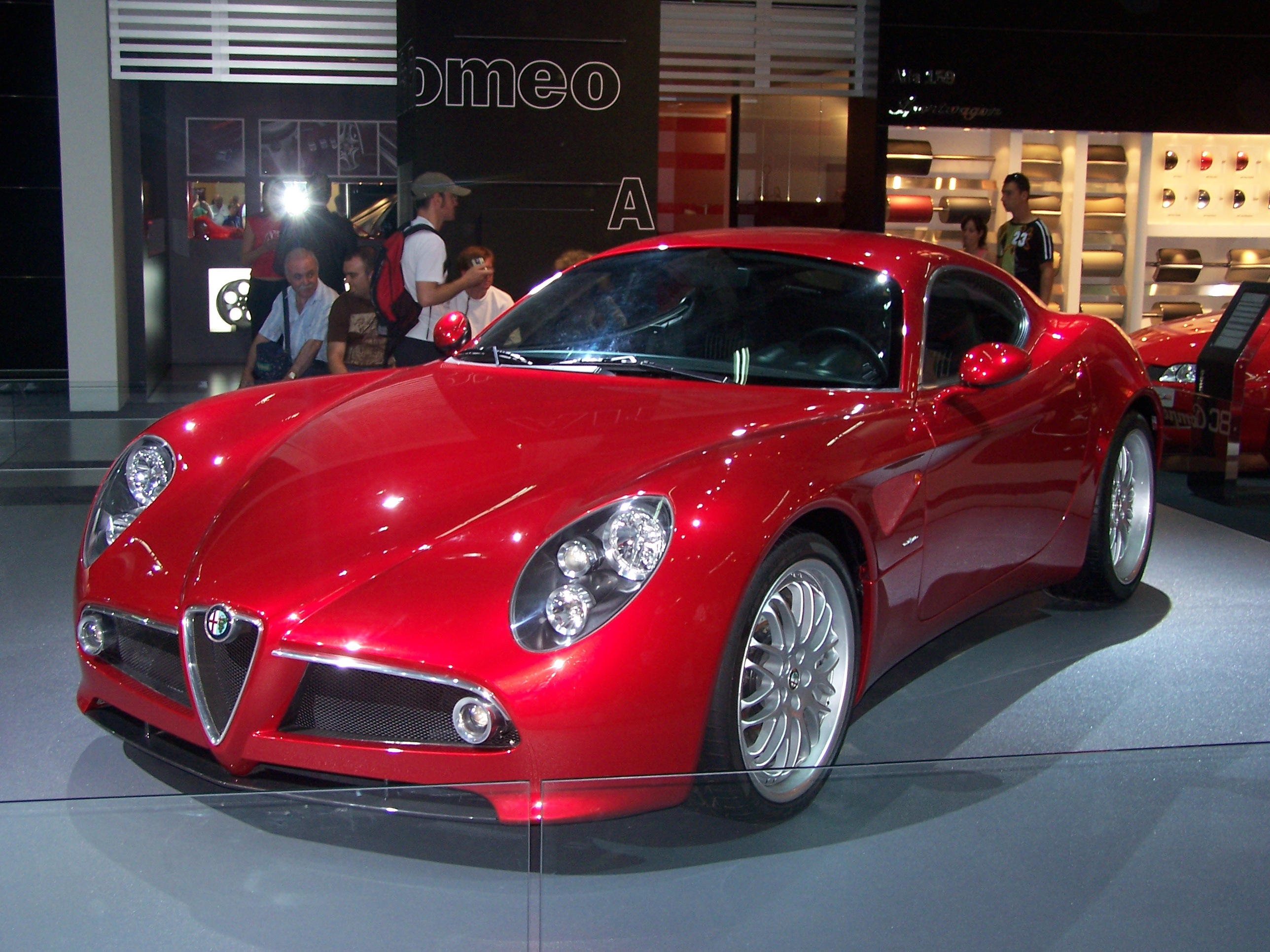
Frontansicht Konzeptfahrzeug, Coupé
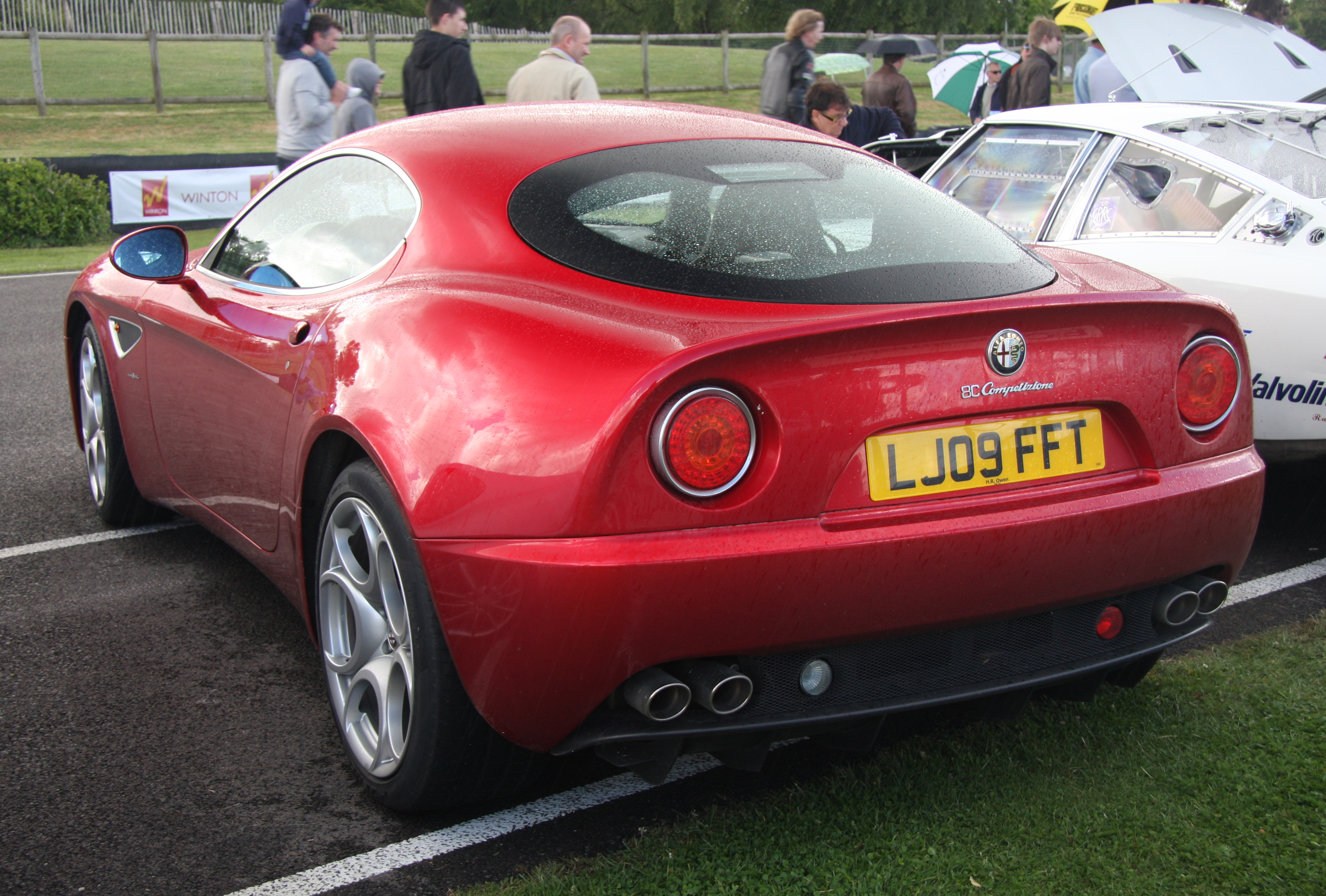
Heckansicht Serienfahrzeug, Coupé (2007–2009)
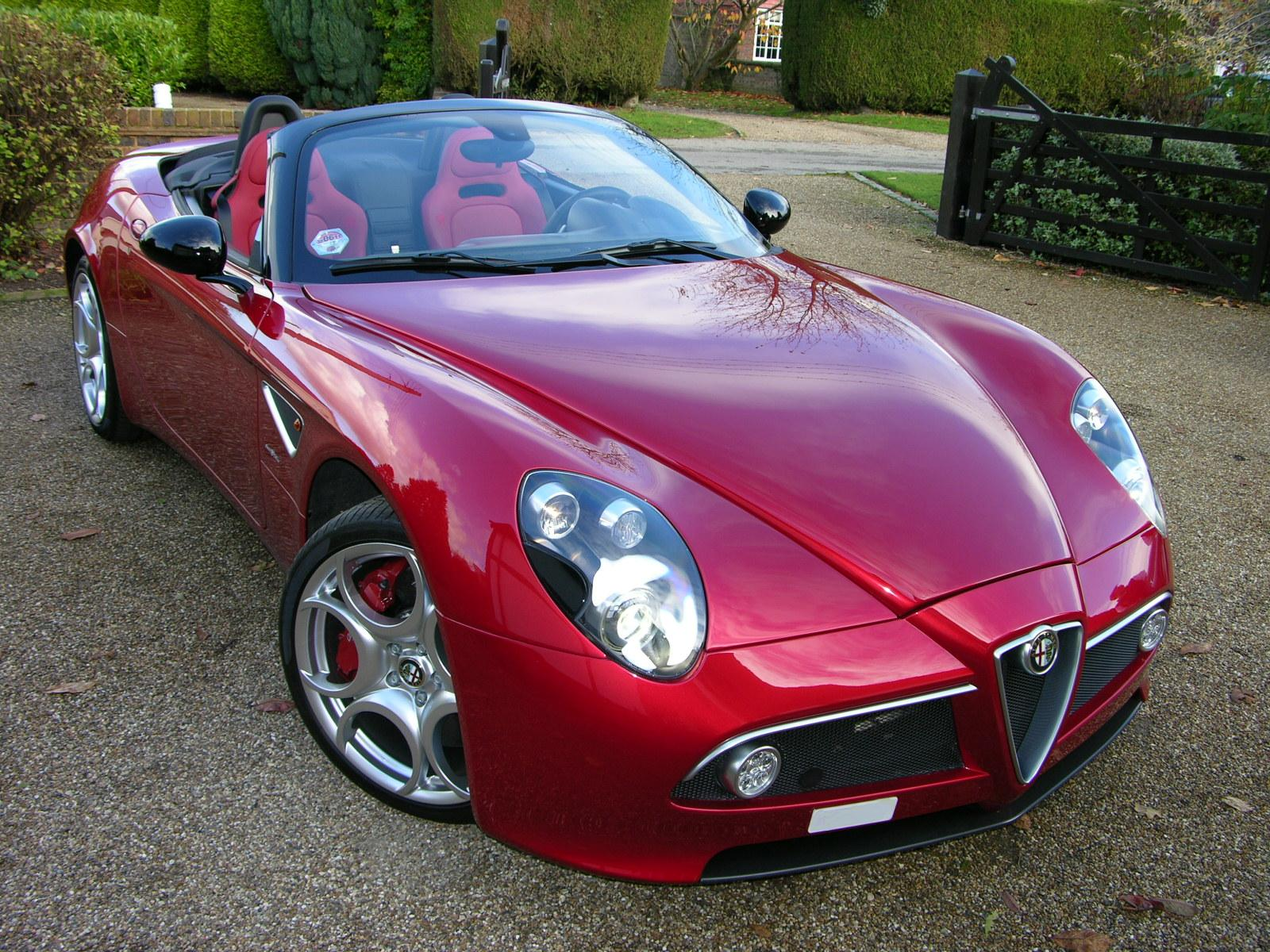
Alfa Romeo 8C Spider (2008–2010)
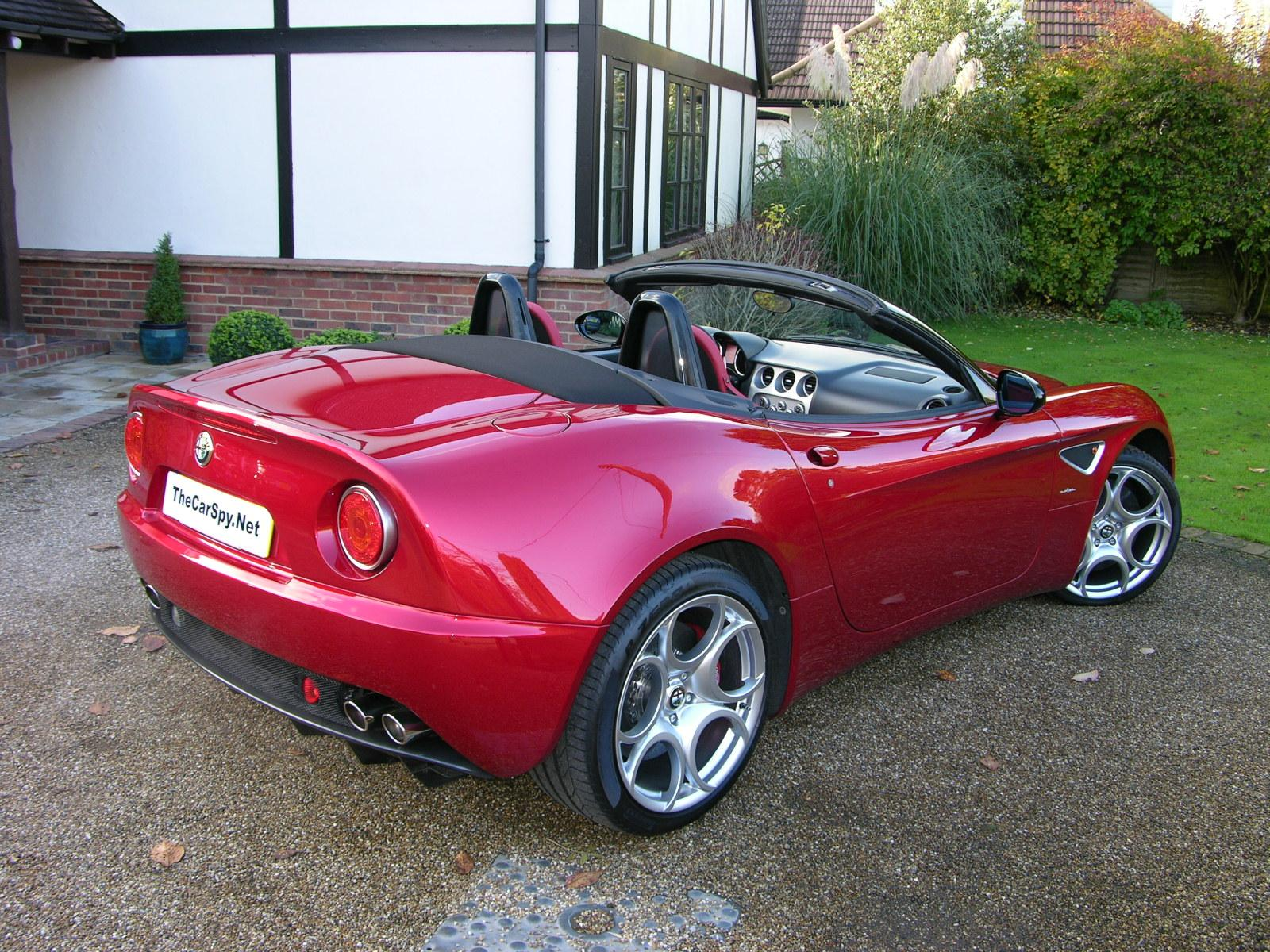
Heckansicht, Roadster (2008–2010)
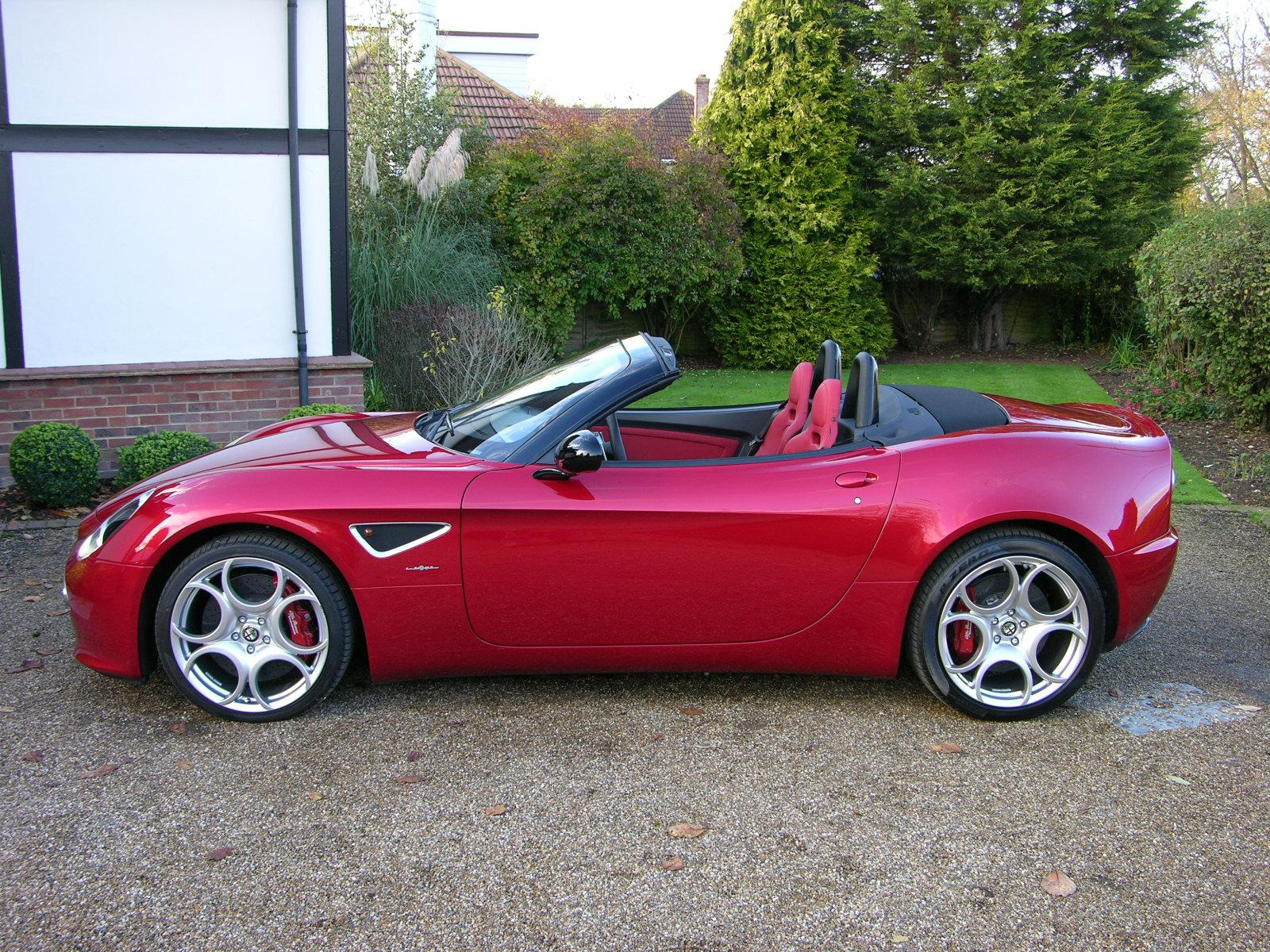
Seitenansicht
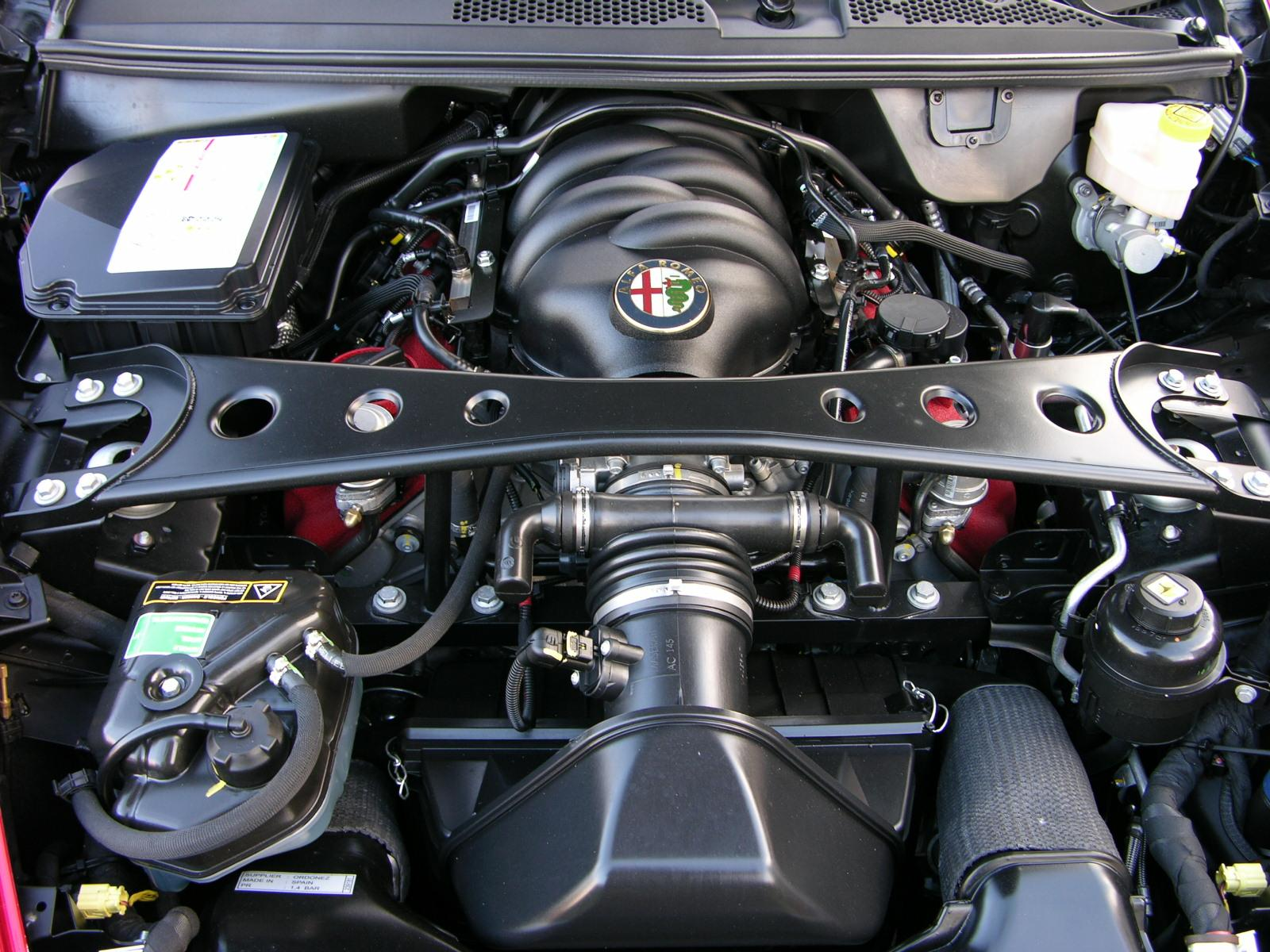
Motor des 8C Spider
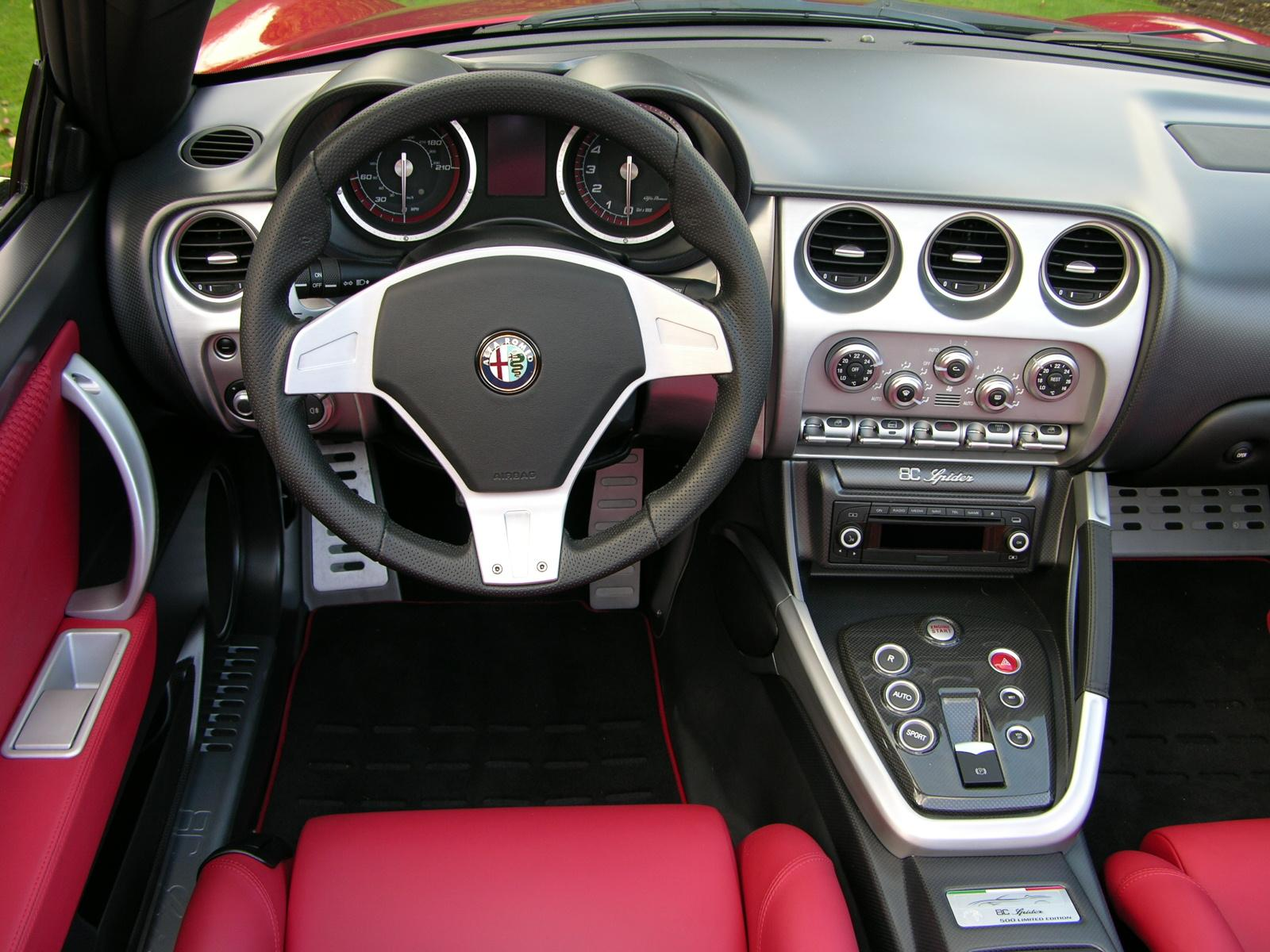
Interieur
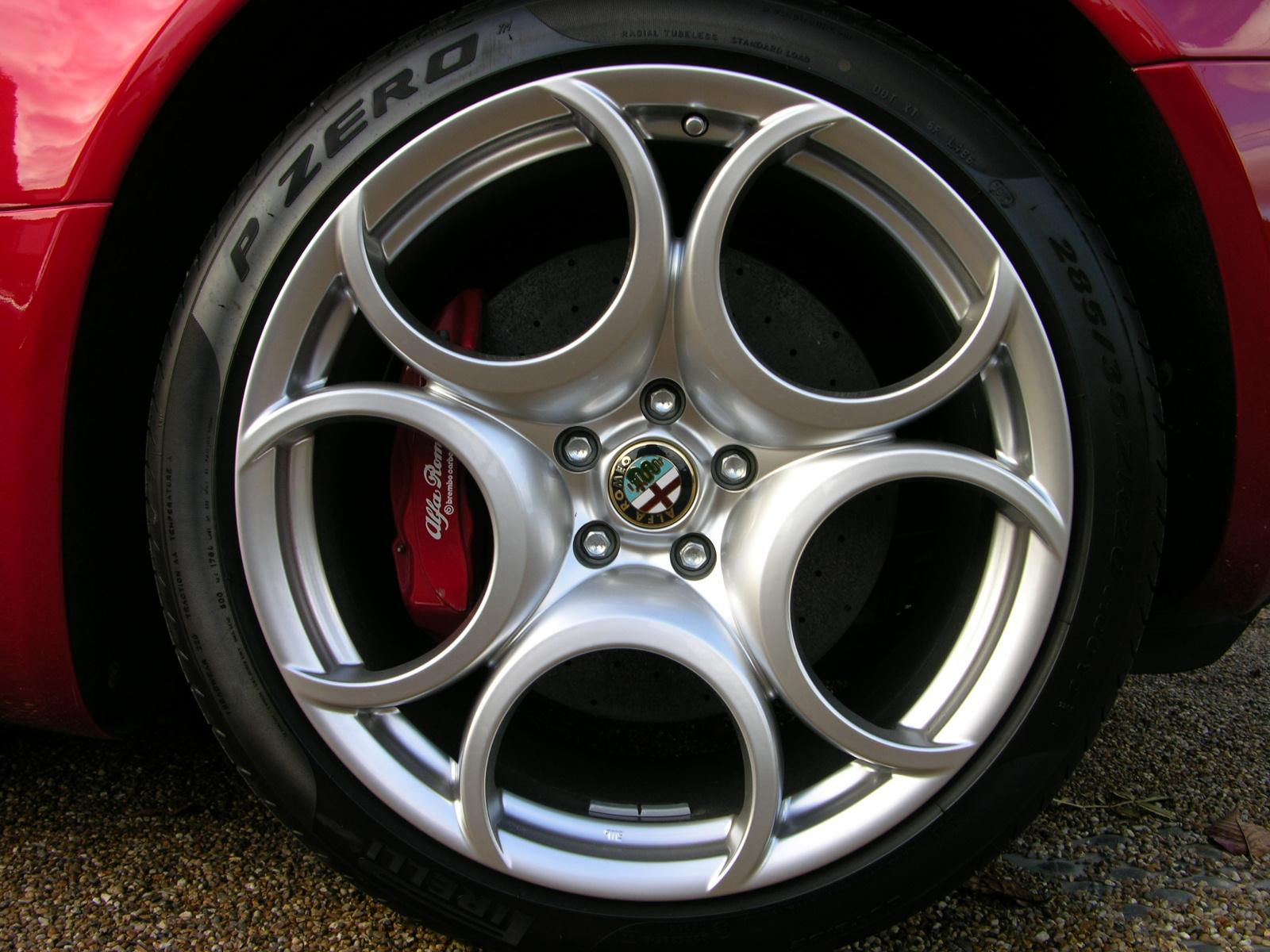
Rad

## Technik
Seine technische Basis stammt vom Maserati Coupé ab. Der von Maserati stammende V8-Ottomotor, der von Ferrari hergestellt wurde, hat im 8C jedoch mehr Hubraum (4,7 Liter) und eine höhere maximale Leistung von 332 kW, in den Medien wurde sie später oftmals mit 331 kW angegeben. Die Karosserie besteht aus kohlenstofffaserverstärktem Kunststoff. Das Fahrgestell besteht aus Verbundstoffen und wurde gemeinsam mit Dallara entwickelt. Der Unterboden ist wie im Rennsport üblich so gestaltet, dass bei hoher Geschwindigkeit der aerodynamische Auftrieb minimiert ist. Der Wagen hat ein automatisiertes Sechsgang-Schaltgetriebe, das wie im Rennsport über Schalter am Lenkrad bedient wird oder auf einen Automatikmodus umgestellt werden kann. Das Getriebe ist an der angetriebenen Hinterachse eingebaut (Transaxle-Bauweise). Bei maximaler Beschleunigung des Wagens werden aus dem Stand 100 km/h in 4,2 s erreicht, die Höchstgeschwindigkeit liegt beim Coupé bei 292 km/h.
Die von Brembo zugelieferten Bremsscheiben sind aus kohlenstofffaserverstärktem Siliciumcarbid. Rundum ist das Fahrzeug mit einer vom Maserati GranSport stammenden Doppelquerlenkeraufhängung ausgerüstet.
Die Rohkarosserien des 8C Competizione fertigte der Turiner Zulieferer OPAC.

## Verwandte Fahrzeuge
Zum 100. Geburtstag von Alfa Romeo im Jahre 2010 wurde eine Sonderauflage namens Alfa Romeo TZ3 Stradale Zagato präsentiert – eine Mischung aus 8C und Dodge Viper ACR-X. Lediglich neun Exemplare wurden zum Stückpreis von 500 000 Euro hergestellt.
2012 präsentierte Carrozzeria Touring Superleggera auf dem Genfer Auto-Salon den auf dem Chassis des Alfa Romeo 8C basierenden Touring Superleggera Disco Volante als Coupé und 2016 die Roadster-Variante Disco Volante Spyder.

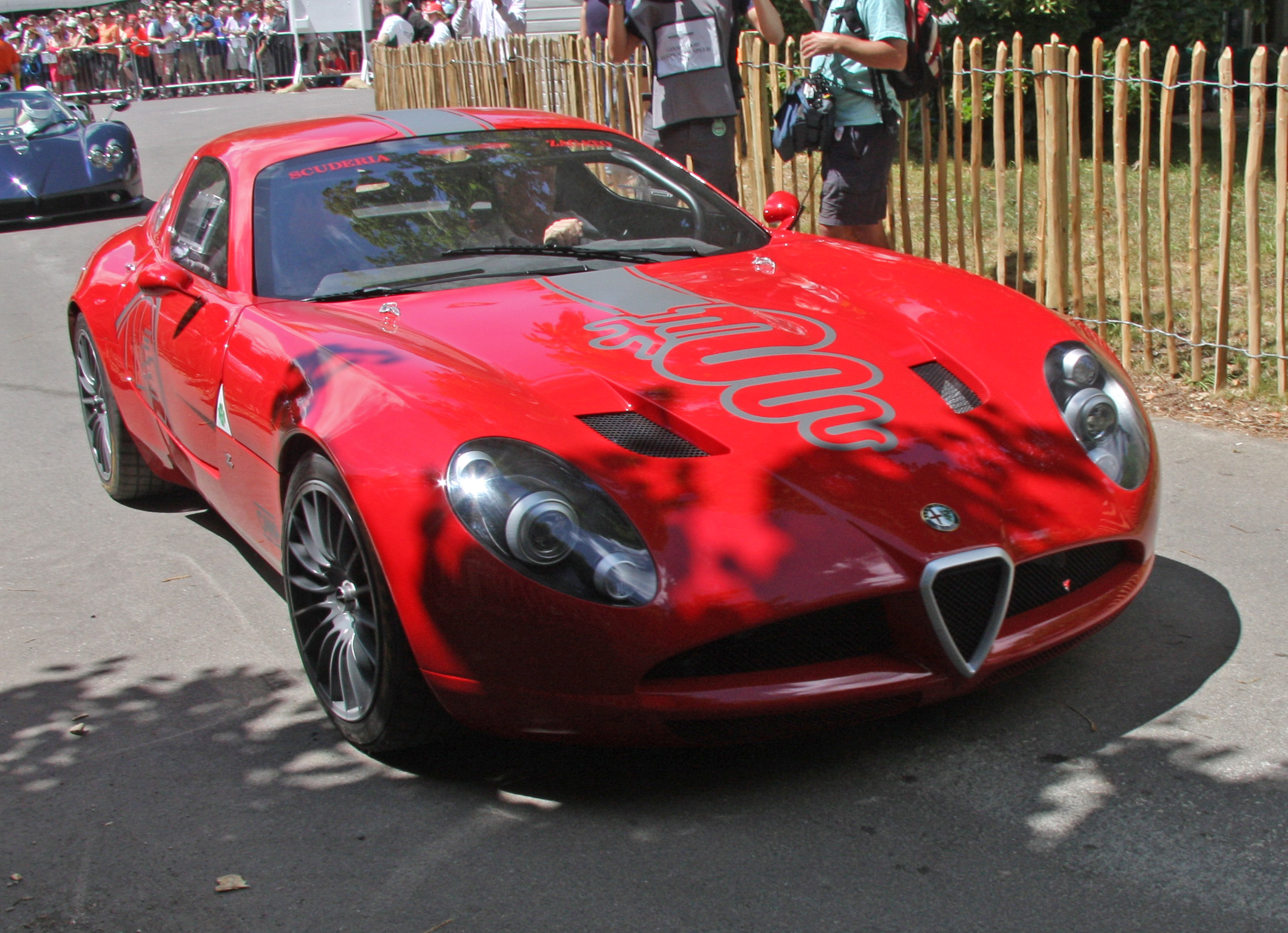
Frontansicht Alfa Romeo TZ3 Stradale Zagato
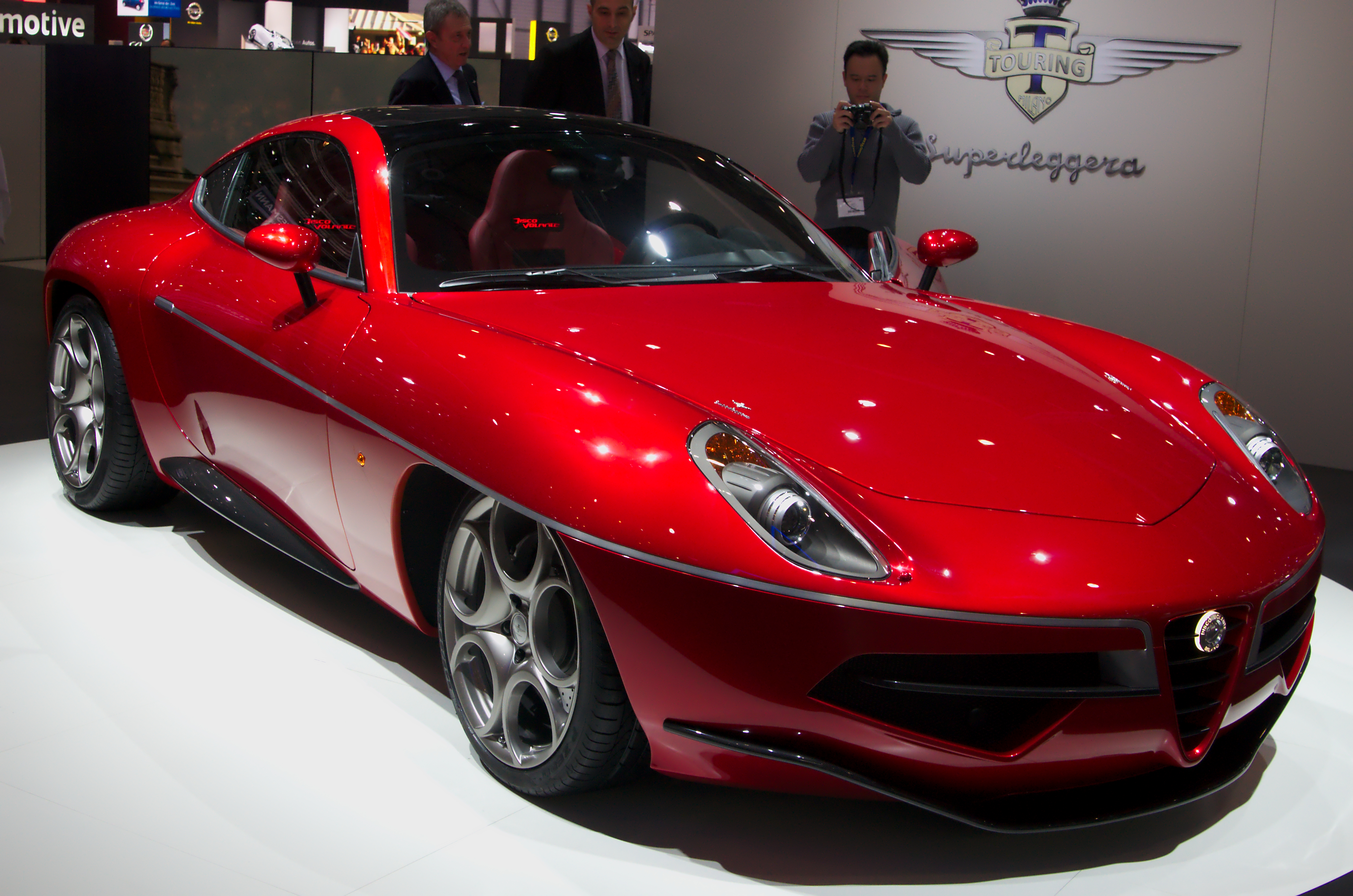
Frontansicht Touring Superleggera Disco Volante
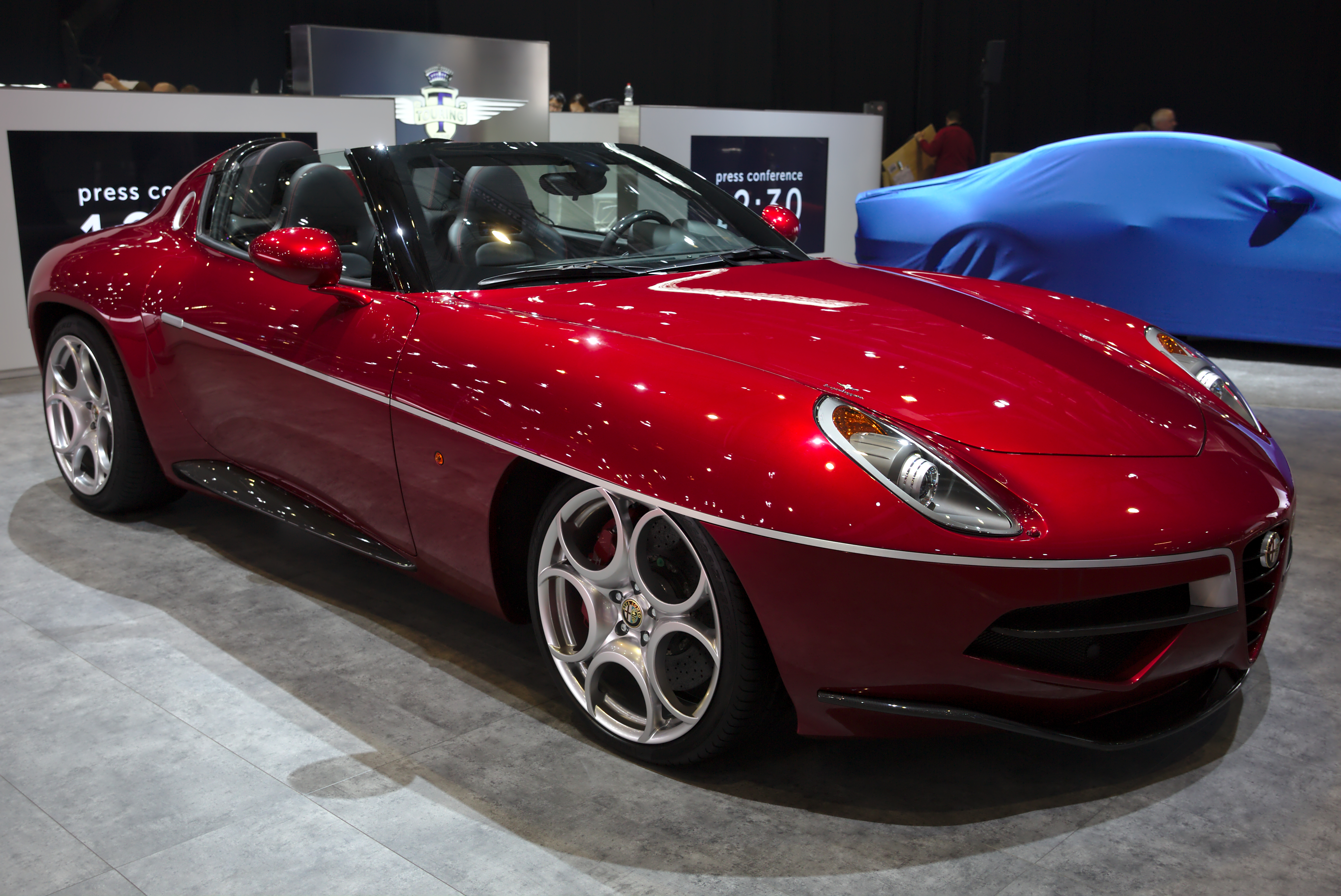
Frontansicht Touring Superleggera Disco Volante Spyder

## Technische Daten
|                                 | Competizione                         | Spider                               |
| ------------------------------- | ------------------------------------ | ------------------------------------ |
| Motorart                        | Ottomotor                            | Ottomotor                            |
| Motoreinbaulage                 | vorn längs                           | vorn längs                           |
| Motorbauart                     | Achtzylinder-V-Motor 90°, 32 Ventile | Achtzylinder-V-Motor 90°, 32 Ventile |
| Hubraum                         | 4691 cm³                             | 4691 cm³                             |
| Gemischaufbereitung             | Einspritzung                         | Einspritzung                         |
| max. Leistung                   | 331 kW (450 PS) bei 7000 min−1       | 331 kW (450 PS) bei 7000 min−1       |
| max. Drehmoment                 | 470 Nm bei 4750 min−1                | 470 Nm bei 4750 min−1                |
| Höchstgeschwindigkeit           | 295 km/h                             | 292 km/h                             |
| Getriebeanordnung               | Transaxle                            | Transaxle                            |
| Getriebe, serienmäßig           | 6-Gang-Schaltgetriebe, automatisiert | 6-Gang-Schaltgetriebe, automatisiert |
| Antrieb                         | Hinterradantrieb                     | Hinterradantrieb                     |
| Beschleunigung, 0–100 km/h      | 4,2 s                                | 4,5 s                                |
| Kraftstoffverbrauch, kombiniert | 16,3 l/100 km                        | 15,8 l/100 km                        |
| CO2-Emissionen                  | 391 g/km                             | 377 g/km                             |
| Leergewicht                     | 1585 kg                              | 1675 kg                              |
| Tankinhalt                      | 88 l                                 | 88 l                                 |
| Abgasnorm                       | Euro 5                               | Euro 5                               |

## Zulassungszahlen
Zwischen 2008 und 2015 sind in der Bundesrepublik Deutschland insgesamt 150 Alfa Romeo 8C Competizione neu zugelassen worden.
|  |

|  |

|  |

|  |

|  |

|  |

|  |

|  |

|  |

|  |

|  |

|  |

|  |

|  |

|  |

|  |

|  |

|  |

|  |

|  |

|  |

|  |

|  |

|  |

|  |

|  |

|  |

|  |

|  |

|  |

|  |

|  |

|  |

|  |

|  |

|  |

|  |

|  |

|  |

|  |

|  |

|  |

|  |

|  |

|  |

|  |

|  |

|  |

|  |

|  |

|  |

|  |

|  |

|  |

|  |

|  |

|  |

|  |

|  |

|  |

|  |

|  |

|  |

|  |

|  |

|  |

|  |

|  |

|  |

|  |

|  |

|  |

|  |

|  |

|  |

|  |

|  |

|  |

|  |

|  |

|  |

|  |

|  |

|  |

|  |

|  |

|  |

|  |

|  |

|  |

|  |

|  |

|  |

|  |

|  |

|  |

|  |

|  |

|  |

|  |

|  |

|  |

|  |

|  |

|  |

|  |

|  |

|  |

|  |

|  |

|  |

|  |

|  |

|  |

|  |

|  |

|  |

|  |

|  |

|  |

|  |

|  |

|  |

|  |

|  |

|  |

|  |

|  |

|  | Benziner (150) |

|  | Benziner (150) |